# Río Batuecas
El Batuecas es un río del interior de la península ibérica, afluente del Ladrillar. Discurre por las provincias españolas de Salamanca y Cáceres. 

## Descripción

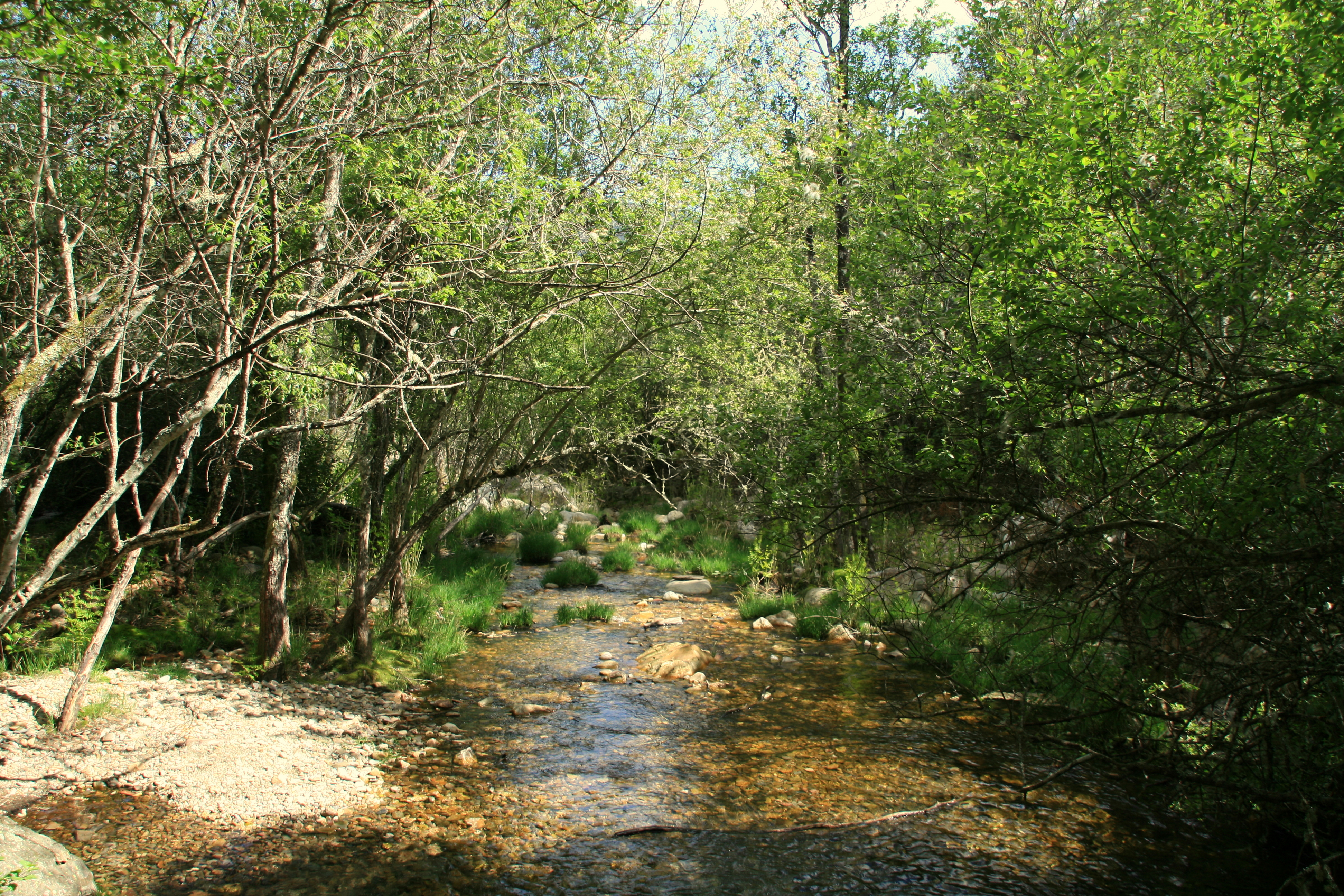
Vista del río

El río Batuecas, que discurre por el sur de la provincia de Salamanca y el norte de la provincia de Cáceres, pertenece a la cuenca hidrográfica del Tajo. Se forma de varios manantiales que tienen su origen en las sierras del valle de Las Batuecas. Corre por todo el valle homónimo, bañando los muros del convento al que da nombre, en dirección noroeste-sureste, tomando por último rumbo sur hasta que desemboca en el río Ladrillar (también conocido en el pasado como río Malo) frente a la alquería de Las Mestas, en la provincia de Cáceres, cediendo este último sus aguas al Alagón poco después.
A mediados del siglo XIX, según el Diccionario geográfico-estadístico-histórico de España y sus posesiones de Ultramar de Pascual Madoz, era en él abundante la pesca de barbos y truchas, además de alguna anguila. En 1973 quedó parcialmente incluido en la denominada Reserva Nacional de Las Batuecas. Hoy día su tramo salmantino está comprendido dentro del parque natural de Las Batuecas-Sierra de Francia, declarado en el año 2000.
Sus aguas acaban vertidas en el Atlántico.